# Улица Менделеева (Киев)
Улица Менделеева (укр. Вулиця Менделєєва) — улица в Печерском районе города Киева, местность Чёрная гора. Пролегает от тупика недалеко от дома № 12-Б по бульвару Николая Михновского (СОШ № 80) до тупика около Черногорской улицы. 
До улицы Менделеева присоединяются улица Остапа Вишни и переулок Академика Филатова.

## История
Улица Менделеева возникла в середине XX века под названием Новая. Современное название в честь русского ученого Д. И. Менделеева — с 1955 года.